# Megumi Sakataová
Megumi Sakataová (japonsky 坂田 恵, * 18. října 1971 Kumamoto) je bývalá japonská fotbalistka.

## Reprezentační kariéra
Za japonskou reprezentaci v letech 1989 až 1996 odehrála 10 reprezentačních utkání. Byla členkou japonské reprezentace i na Mistrovství světa ve fotbale žen 1991 a 1995.

## Statistiky
| Japonsko | Japonsko | Japonsko |
| Roky     | Záp.     | Góly     |
| -------- | -------- | -------- |
| 1989     | 1        | 0        |
| 1990     | 2        | 0        |
| 1991     | 3        | 0        |
| 1992     | 0        | 0        |
| 1993     | 1        | 0        |
| 1994     | 1        | 0        |
| 1995     | 1        | 0        |
| 1996     | 1        | 0        |
| Celkem   | 10       | 0        |

## Úspěchy

### Reprezentační
- Mistrovství Asie:  1991, 1995;  1989, 1993